# Enzenreith
Enzenreith ist eine Gemeinde mit 1942 Einwohnern (Stand 1. Jänner 2025) im Bezirk Neunkirchen in Niederösterreich.

## Geografie
Enzenreith liegt im Industrieviertel auf 420 m über dem Meeresspiegel im Schwarzatal im südlichen Niederösterreich, südöstlich von Gloggnitz.

Die Fläche der Gemeinde umfasst 9,20 km², 44,75 % der Fläche sind bewaldet.

### Gemeindegliederung
Das Gemeindegebiet umfasst folgende sechs Ortschaften (Einwohnerzahl Stand 1. Jänner 2025):
- Enzenreith (747)
- Hart (367)
- Hilzmannsdorf (49)
- Köttlach (380)
- Thürmannsdorf (18)
- Wörth (381)

Katastralgemeinden sind Enzenreith, Hart, Hilzmannsdorf, Köttlach, Thiermannsdorf und Wörth.

### Nachbargemeinden
| Gloggnitz            | Buchbach                                    | Ternitz                 |
|                      | Kompassrose, die auf Nachbargemeinden zeigt | Grafenbach-St. Valentin |
| Raach am Hochgebirge |                                             | Altendorf               |

## Geschichte
Im Altertum war das Gebiet Teil der Provinz Noricum. Die germanisch-slawisch-magyarische Köttlacher Kultur ist nach einem Gräberfeld in Köttlach benannt.
Um 1835 gab es in Enzenreith 15 Häuser mit 95 Einwohnern. Laut Adressbuch von Österreich waren im Jahr 1938 in der Ortsgemeinde Enzenreith ein Fuhrwerker, drei Gastwirte, drei Gemischtwarenhändler, ein Stahlmasseerzeuger, ein Sägewerk, zwei Schneiderinnen und zwei Schuster ansässig.
Am 1. Jänner 1968 wurde die Gemeinde Köttlach zu Enzenreith eingemeindet, am 1. Jänner 1970 folgte die Gemeinde Thürmannsdorf.

### Bevölkerungsentwicklung
| Enzenreith: Einwohnerzahlen von 1869 bis 2025       | Enzenreith: Einwohnerzahlen von 1869 bis 2025 | Enzenreith: Einwohnerzahlen von 1869 bis 2025 | Enzenreith: Einwohnerzahlen von 1869 bis 2025 | Enzenreith: Einwohnerzahlen von 1869 bis 2025 |
| --------------------------------------------------- | --------------------------------------------- | --------------------------------------------- | --------------------------------------------- | --------------------------------------------- |
| Jahr                                                |                                               |                                               |                                               | Einwohner                                     |
| 1869                                                | 1869                                          |                                               | 943                                           | 943                                           |
| 1880                                                | 1880                                          |                                               | 882                                           | 882                                           |
| 1890                                                | 1890                                          |                                               | 979                                           | 979                                           |
| 1900                                                | 1900                                          |                                               | 1.007                                         | 1.007                                         |
| 1910                                                | 1910                                          |                                               | 1.155                                         | 1.155                                         |
| 1923                                                | 1923                                          |                                               | 1.480                                         | 1.480                                         |
| 1934                                                | 1934                                          |                                               | 1.624                                         | 1.624                                         |
| 1939                                                | 1939                                          |                                               | 1.663                                         | 1.663                                         |
| 1951                                                | 1951                                          |                                               | 1.642                                         | 1.642                                         |
| 1961                                                | 1961                                          |                                               | 1.426                                         | 1.426                                         |
| 1971                                                | 1971                                          |                                               | 1.653                                         | 1.653                                         |
| 1981                                                | 1981                                          |                                               | 1.770                                         | 1.770                                         |
| 1991                                                | 1991                                          |                                               | 1.892                                         | 1.892                                         |
| 2001                                                | 2001                                          |                                               | 1.909                                         | 1.909                                         |
| 2011                                                | 2011                                          |                                               | 1.888                                         | 1.888                                         |
| 2021                                                | 2021                                          |                                               | 2.002                                         | 2.002                                         |
| 2025                                                | 2025                                          |                                               | 1.942                                         | 1.942                                         |
| Quelle(n): Statistik Austria, Gebietsstand 1.1.2021 |                                               |                                               |                                               |                                               |

### Religion
Nach den Daten der Volkszählung 2001 sind 75,0 % der Einwohner römisch-katholisch und 5,9 % evangelisch, 1,8 % sind Muslime, 0,4 % gehören orthodoxen Kirchen an, 15,4 % der Bevölkerung haben kein religiöses Bekenntnis.

## Kultur und Sehenswürdigkeiten

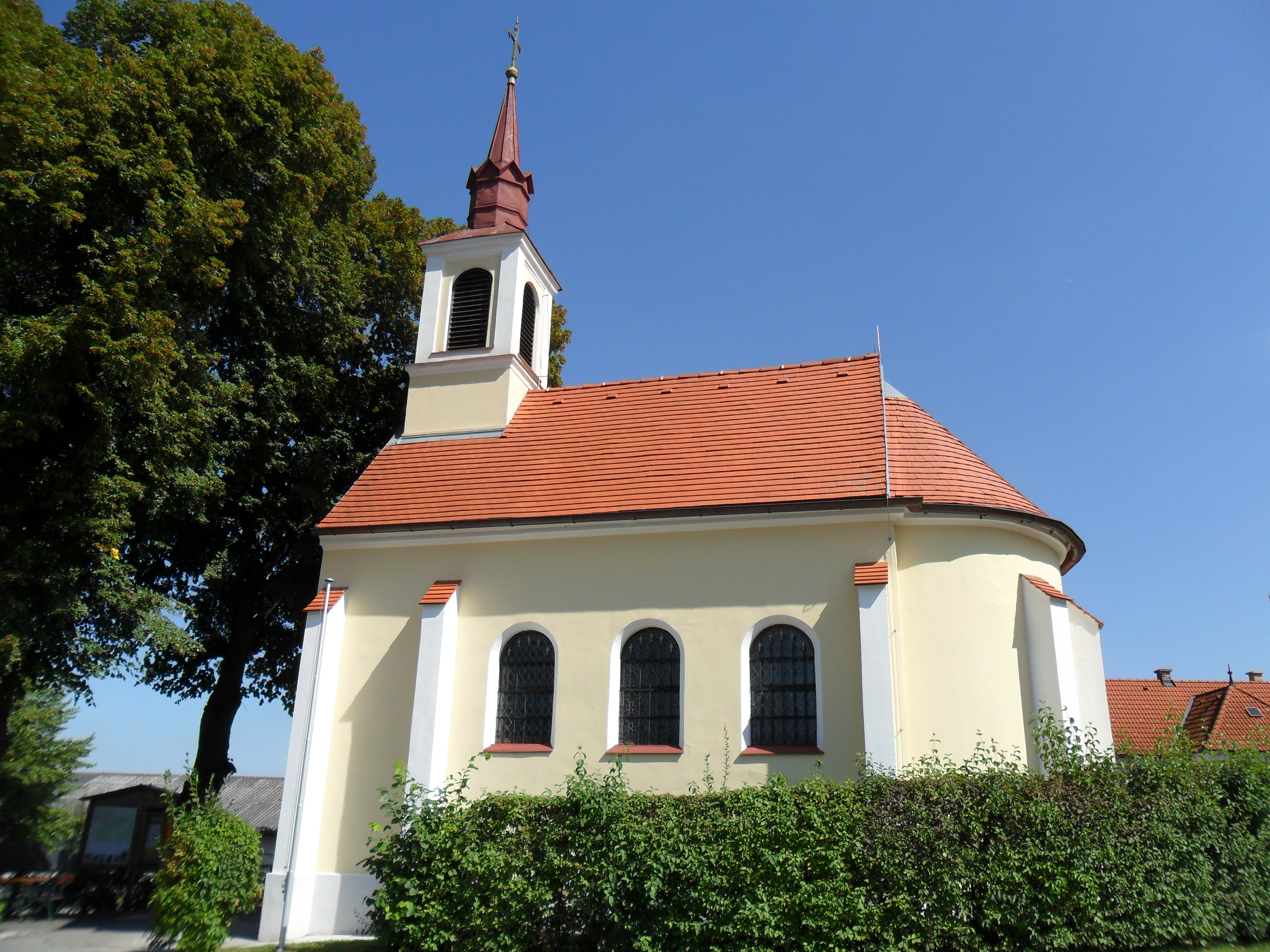
Filialkirche Köttlach

- Bergbau- und Heimatmuseum: Im Ortsteil Hart befand sich ein Kohlelagerstätte, die von der A.G. Harter Kohlenwerke (Sitz: Wien) ausgebeutet wurde. Nach diesem Ort ist auch das Mineral Hartit (seit 2021 Branchit) benannt. 1986 wurde im Ort ein Bergbau- und Heimatmuseum eröffnet.[8]

### Vereine
- Fußball: Die Gemeinde ist die Heimat der 2006 gegründeten Hobbyfußballmannschaft „Leini's Wirten Hirten“, die bei diversen Hobbyturnieren vertreten ist. Hauptsponsor der Mannschaft ist das örtliche Dorfwirtshaus.

## Wirtschaft

Enzenreith südöstlich von Gloggnitz mit der Lage seines Kohlenbergwerkes, um 1873 (Aufnahmeblatt der 3. Landesaufnahme)

Nichtlandwirtschaftliche Arbeitsstätten gab es im Jahr 2001 58, land- und forstwirtschaftliche Betriebe nach der Erhebung 1999 28. Die Zahl der Erwerbstätigen am Wohnort betrug nach der Volkszählung 2001 832. Die Erwerbsquote lag 2001 bei 44,84 %.

## Politik

### Gemeinderat
Der Gemeinderat hat 21 Mitglieder.
- Mit den Gemeinderatswahlen in Niederösterreich 1990 hatte der Gemeinderat folgende Verteilung: 11 SPÖ, 5 ÖVP, und 3 Sonstige.
- Mit den Gemeinderatswahlen in Niederösterreich 1995 hatte der Gemeinderat folgende Verteilung: 13 SPÖ, 3 ÖVP, 2 Die Bürgerliste, und 1 FPÖ.[9]
- Mit den Gemeinderatswahlen in Niederösterreich 2000 hatte der Gemeinderat folgende Verteilung: 13 SPÖ, und 6 ÖVP.[10]
- Mit den Gemeinderatswahlen in Niederösterreich 2005 hatte der Gemeinderat folgende Verteilung: 14 SPÖ, und 5 ÖVP.[11]
- Mit den Gemeinderatswahlen in Niederösterreich 2010 hatte der Gemeinderat folgende Verteilung: 14 SPÖ, und 5 ÖVP.[12]
- Mit den Gemeinderatswahlen in Niederösterreich 2015 hatte der Gemeinderat folgende Verteilung: 14 SPÖ, und 5 ÖVP.[13]
- Mit den Gemeinderatswahlen in Niederösterreich 2020 hatte der Gemeinderat folgende Verteilung: 14 SPÖ und 5 ÖVP.[14]
- Mit den Gemeinderatswahlen in Niederösterreich 2025 hat der Gemeinderat folgende Verteilung: 19 SPÖ und 2 ÖVP.[15]

### Bürgermeister
- bis 2023 Franz Antoni (SPÖ)
- seit 2023 Dirk Rath (SPÖ)

Im September 2023 wurde Dirk Rath zum Nachfolger von Franz Antoni als Bürgermeister von Enzenreith bestellt.

## Filme
- Enzenreith war ein Drehort des 2009 erschienenen Filmes Der Knochenmann, einer Verfilmung des gleichnamigen Romans von Wolf Haas.

## Grubenunglück von Hart
Das Grubenunglück von Hart, das sich am 26. Juni 1924 im Braunkohlebergwerk in Hart (Gemeinde Enzenreith) bei Gloggnitz ereignete, gilt als das schwerste Grubenunglück in der österreichischen Geschichte. 29 Bergleute kamen durch eine Kohlenmonoxidvergiftung ums Leben, ausgelöst durch einen technischen Defekt in der Lüftungsleitung und einen zuvor abgedämmten Brandherd.
Das Unglück führte zu großer Bestürzung in der Region und darüber hinaus. Am 29. Juni 1924 fand ein großes Leichenbegängnis statt, an dem über 30.000 Menschen teilnahmen.
Zum 100. Jahrestag im Jahr 2024 fanden in Enzenreith und Gloggnitz Gedenkveranstaltungen statt. Vizebürgermeister Johann Haiden verfasste eine Gedenkschrift, die die Ereignisse und persönliche Schicksale dokumentiert.

## Persönlichkeiten
- Friedrich Ehrbar (1827–1905), Klavierfabrikant, verstarb in Hart
- Emmerich Alexius Swoboda von Wikingen, eigentlich Emmerich Alexius Swoboda (1849–1920), in Wörth geborener Bildhauer
- Franz Antoni, Ehrenbürger (Verleihung 2023), 32 Jahre lang Bürgermeister (bis November 2023)[18]